# 博讷维尔 (索姆省)
博讷维尔（法語：Bonneville，法語發音：[bɔnvil] ⓘ）是法国上法兰西大区索姆省的一个市镇，位于该省北部，属于亚眠区。

## 地理
博讷维尔（50°4'56"N, 2°14'56"E）面积10.2 平方千米，位于法国上法蘭西大區索姆省，该省份为法国北部沿海省份，北起加来海峡省和北部省，西接滨海塞纳省和大西洋英吉利海峡，南至瓦兹省，东临埃纳省。
与博讷维尔接壤的市镇（或旧市镇、城区）包括：卡纳普勒、康达、菲耶弗蒙勒莱、纳乌尔。

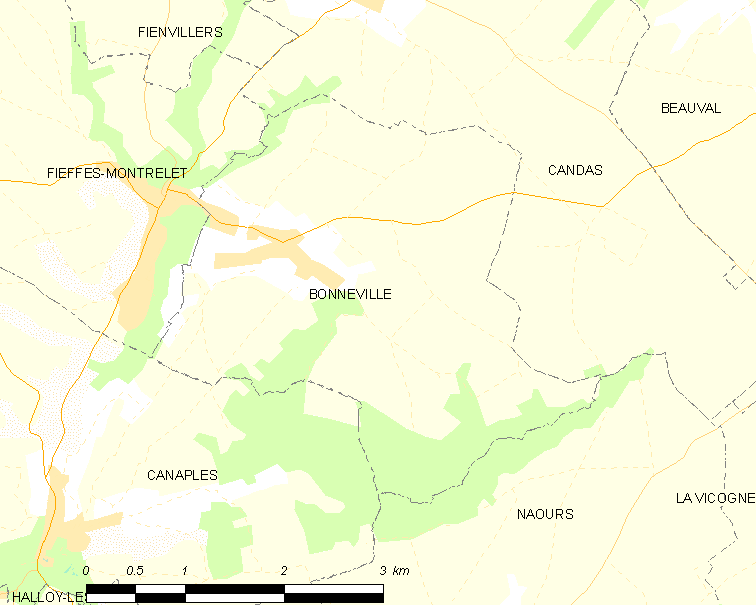
的OSM定位图

博讷维尔的时区为UTC+01:00、UTC+02:00（夏令时）。

## 行政
博讷维尔的邮政编码为80670，INSEE市镇编码为80113。

## 政治
博讷维尔所属的省级选区为杜朗县。

## 人口

1962-2008年间人口变化图示

博讷维尔于2022年1月1日时的人口数量为331人。